# Атбаши (хребет)
Атбаши́ (кирг. Ат-Башы кырка тоосу) — горный хребет в южной части Внутреннего Тянь-Шаня в Кыргызстане. Отделяет Атбашинскую котловину на севере от Чатыркёльской котловины и Аксайских сыртов на юге.
Протяжённость хребта составляет 135 км, максимальная высота — 4786 м. Хребет сложен палеозойскими метаморфическими сланцами, известняками, песчаниками, отчасти изверженными породами (граниты, сиениты). На гребне — ледниковые формы; современное оледенение (общая площадь около 150 км²). Господствуют горно-луговые и субнивальные ландшафты.